# 莱兹河畔拉巴特
萊茲河畔拉巴特（法語：Labarthe-sur-Lèze，法語發音：[labaʁt syʁ lɛz]）是法国上加龙省的一个市镇，属于米雷区。

## 地理
莱兹河畔拉巴特（43°27'6"N, 1°24'0"E）面积10.43 平方千米，位于法国奧克西塔尼大區上加龙省，该省份为法国西南部内陆省份，西南端与西班牙接壤，自此顺时针与上比利牛斯省、热尔省、塔恩-加龙省、塔恩省、奥德省和阿列日省接壤。
与莱兹河畔拉巴特接壤的市镇（或旧市镇、城区）包括：潘-瑞斯塔雷、克莱蒙堡、欧讷、瓜朗、莱兹河畔拉加代勒、韦尔内、维拉特。

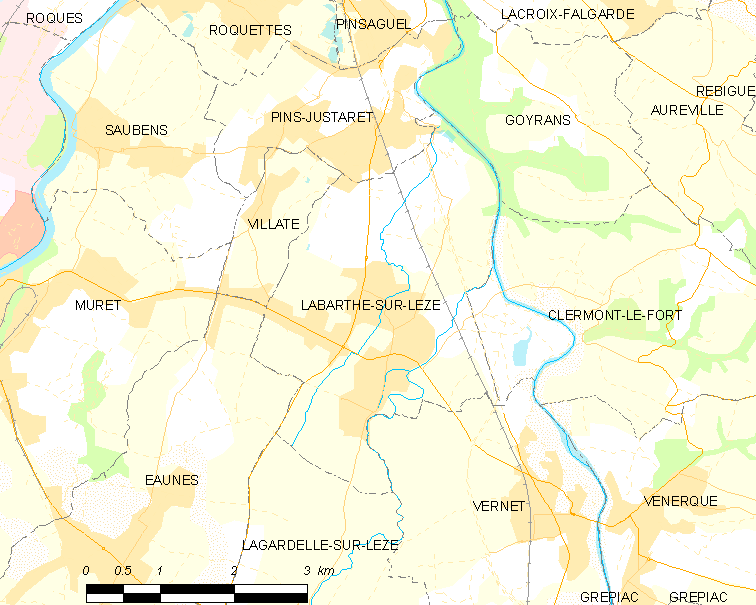
莱兹河畔拉巴特的OSM定位图

莱兹河畔拉巴特的时区为UTC+01:00、UTC+02:00（夏令时）。

## 行政
莱兹河畔拉巴特的邮政编码为31860，INSEE市镇编码为31248。

## 政治
莱兹河畔拉巴特所属的省级选区为加龙河畔波尔泰县。

## 人口

1962-2008年间莱兹河畔拉巴特人口变化图示

莱兹河畔拉巴特于2022年1月1日时的人口数量为6467人。